# Martin Terrier
Martin Albert Frédéric Terrier (Armentières, 4 maart 1997) is een Frans voetballer die doorgaans speelt als linksbuiten. In juli 2024 verruilde hij Stade Rennais voor Bayer Leverkusen.

## Clubcarrière
Terrier speelde in de jeugd van SC Bailleul en kwam in 2004 terecht in de opleiding van Lille. Op 22 oktober 2016 maakte hij zijn debuut in het eerste elftal toen in eigen huis met 2–1 gewonnen werd van SC Bastia. Sébastien Corchia en Éder maakten de doelpunten van Lille en Sadio Diallo scoorde tegen. Terrier begon op de reservebank en hij mocht van coach Frédéric Antonetti zes minuten voor het einde van het duel als invaller voor Yves Bissouma het veld betreden. Zijn eerste doelpunt maakte de vleugelaanvaller op 29 april 2017. Op bezoek bij Montpellier tekende hij voor de derde en laatste treffer nadat teamgenoten Nicolas de Préville en Xeka al hadden gescoord.
In de zomer van 2017 werd Terrier voor een seizoen verhuurd aan RC Strasbourg. In de eerste helft van het seizoen 2016/17 trof hij driemaal doel in zestien wedstrijden. Olympique Lyon was hierop geïnteresseerd in zijn diensten en in januari 2018 trok die club hem aan voor circa twaalf miljoen euro. Hij tekende voor vierenhalf jaar en mocht het seizoen alsnog afmaken bij Strasbourg. Medio 2020 vertrok hij voor twaalf miljoen euro naar Stade Rennais. Hier maakte hij in het seizoen 2021/22 eenentwintig competitiedoelpunten, waarmee hij gedeeld derde werd op de topscorerslijst van de Ligue 1. Hierna werd zijn contract opengebroken en verlengd tot medio 2026. Op 2 januari 2023 raakte Terrier geblesseerd aan zijn voorste kruisband, waardoor hij het restant van het seizoen aan zich voorbij moest laten gaan. Na zijn terugkeer speelde hij weer voornamelijk als basisspeler.
Terrier verkaste in de zomer van 2024 voor een bedrag van circa twintig miljoen euro naar Bayer Leverkusen. Bij de regerend Duits landskampioen zette hij zijn handtekening onder een verbintenis voor de duur van vijf seizoenen.

## Clubstatistieken
| Seizoen | Club            | Competitie | Competitie | Competitie | Beker | Beker | Internationaal | Internationaal | Totaal | Totaal |
| Seizoen | Club            | Competitie | Wed.       | Dlp.       | Wed.  | Dlp.  | Wed.           | Dlp.           | Wed.   | Dlp.   |
| ------- | --------------- | ---------- | ---------- | ---------- | ----- | ----- | -------------- | -------------- | ------ | ------ |
| 2016/17 | Lille           | Ligue 1    | 11         | 1          | 4     | 1     | 0              | 0              | 15     | 2      |
| 2017/18 | → RC Strasbourg | Ligue 1    | 16         | 3          | 2     | 0     | —              | —              | 18     | 3      |
| 2017/18 | Olympique Lyon  | Ligue 1    | —          | —          | —     | —     | —              | —              | 0      | 0      |
| 2017/18 | → RC Strasbourg | Ligue 1    | 9          | 0          | 2     | 1     | —              | —              | 11     | 1      |
| 2018/19 | Olympique Lyon  | Ligue 1    | 32         | 9          | 7     | 2     | 3              | 0              | 42     | 11     |
| 2019/20 | Olympique Lyon  | Ligue 1    | 23         | 1          | 7     | 4     | 5              | 1              | 35     | 6      |
| 2020/21 | Stade Rennais   | Ligue 1    | 34         | 9          | 1     | 0     | 3              | 0              | 38     | 9      |
| 2021/22 | Stade Rennais   | Ligue 1    | 37         | 21         | 1     | 0     | 8              | 0              | 46     | 21     |
| 2022/23 | Stade Rennais   | Ligue 1    | 16         | 9          | 0     | 0     | 6              | 3              | 22     | 12     |
| 2023/24 | Stade Rennais   | Ligue 1    | 24         | 7          | 4     | 1     | 7              | 1              | 35     | 9      |
| Totaal  | Totaal          | Totaal     | 202        | 60         | 28    | 9     | 32             | 6              | 262    | 75     |

Bijgewerkt op 26 juli 2024.